# Actinoptera contacta
Actinoptera contacta är en tvåvingeart som beskrevs av Munro 1957. Actinoptera contacta ingår i släktet Actinoptera och familjen borrflugor. Inga underarter finns listade i Catalogue of Life.